# Потрост чорноволий
Потро́ст чорноволий (Melanospiza bicolor) — вид горобцеподібних птахів родини саякових (Thraupidae). Мешкає в Південній Америці і на Карибах.

## Опис
Довжина птаха становить 10-11 см, вага 10 г. У самців голова і нижня частина тіла чорнуваті, нижня частина тіла темно-оливкова. У самиць голова і верхня частина тіла тьмяні, оливково-сірі, нижня частина тіла сірувата, живіт білуватий. Дзьоб короткий, міцний, чорний.

## Таксономія
Чорноволий потрост був науково описаний шведським натуралістом Карлом Ліннеєм в 1766 році у дванадцятому виданні його праці «Systema Naturae» під назвою Fringilla bicolor. При описанні виду Лінней покладався на британського натураліста Марка Кейтсбі, який в своїй праці «The Natural History of Carolina, Florida and the Bahama Islands» описав чорноволого потроста під назвою "Bahama Sparrow". Традиційно чорноволого потроста раніше відносили до роду Потрост (Tiaris), однак за результатами низки молекулярно-генетичних досліджень він був переведений до роду Melanospiza.

### Підвиди
Виділяють вісім підвидів:
- M. b. bicolor (Linnaeus, 1766) — Багами і острови на північ від Куби;
- M. b. marchii (Baird, SF, 1864) — Ямайка, Гаїті і сусідні острови;
- M. b. omissa (Jardine, 1847) — Пуерто-Рико, Малі Антильські острови, північ Колумбії і Венесуели, острови Тобаго і Магдалена;
- M. b. huilae (Miller, AH, 1952) — центральна Колумбія (долина Магдалени);
- M. b. grandior (Cory, 1887) — острови Провіденсія, Санта-Каталіна[es], Сан-Андрес;
- M. b. johnstonei (Lowe, 1906) — острови Ла-Бланкілья і Лос-Херманос[en];
- M. b. sharpei (Hartert, E, 1893) — острови Аруба, Кюрасао і Бонайре;
- M. b. tortugensis (Cory, 1909) — острів Ла-Тортуга[en].

## Поширення і екологія
Чорноволі потрости живуть в сухих і вологих чагарникових заростях і тропічних лісах, на луках, пасовищах, полях і плантаціях, в парках і садах. Зустрічаються парами або невеликими зграйками, на висоті до 1300 м над рівнем моря. Живляться насінням і плодами, шукають їжу на землі. Сезон розмноження триває з квітня по червень.  Гнізду кулеподібне з бічним входом, зроблене з сухої трави, рослинних волокон і корінців. В кладці 3 яйця.